# 秋葉真司
秋葉 真司（あきば しんじ、1993年9月10日 - ）は、山形県出身の元バスケットボール選手である。ポジションはシューティングガード。身長185cm、体重84kg。2019年に選手としての引退を発表し、その後シーホース三河のスクールコーチに就任。